# ワイタンギ・デー
ニュージーランドの建国記念日であるワイタンギデー（マオリ語：Te Rā o Waitangi）は、1840年2月6日、国の創設文書と見なされているワイタンギ条約の最初の署名がおこなわれた記念日である。最初のワイタンギデーは1934年まで祝われず、1974年に国民の祝日となった。
現在のニュージーランドでは、記念日は毎年2月6日に行われ、その日は通常、祝日として認識されている（ただし、日付が土曜日または日曜日で、直後の月曜日が祝日になる場合を除く）。条約の調印を記念して、ワイタンギなどで式典が行われる。パーティー、マオリのホイ（懇親会）、ニュージーランドの歴史についての考察、公式の賞、市民権の儀式など、さまざまなイベントが開催される。この記念式典は、マオリの活動家による抗議の焦点でもあり、時には論争の焦点となっている。